# Терсянка (Новомиколаївська селищна громада)
Терся́нка — село в Україні, у Новомиколаївській селищній громаді Запорізького району Запорізької області. Населення становить 444 осіб. До 2020 року орган місцевого самоврядування — Терсянська сільська рада.

## Географія
Село Терсянка розташоване за 70 км від обласного центру та за 10 км від адміністративного центру селищної громади, на правому березі річки Верхня Терса, вище за течією на відстані 3 км розташоване село Заливне, нижче за течією за 1,5 км розташоване село Тернівка, на протилежному березі — село Кринівка. Селом тече пересихаючий струмок з загатою. Через село пролягає автошлях територіального значення Т 0408.

## Історія
Село Терсянка засноване 1782 року кріпаками — переселенцями з Полтавщини.
7 (20) листопада 1917 року, відповідно до Третього Універсалу Української Центральної Ради, увійшло до складу Української Народної Республіки.
12 червня 2020 року, відповідно до розпорядження Кабінету Міністрів України № 713-р «Про визначення адміністративних центрів та затвердження територій територіальних громад Запорізької області», Терсянська сільська рада об'єднана з Новомиколаївською селищною громадою.
19 липня 2020 року, в ході адміністративно-територіальної реформи та ліквідації Новомиколаївського району, село увійшло до складу Запорізького району.

## Населення

### Мова
Розподіл населення за рідною мовою за даними перепису 2001 року:
| Мова            | Кількість | Відсоток |
| --------------- | --------- | -------- |
| українська      | 412       | 92.79%   |
| російська       | 30        | 6.76%    |
| інші/не вказали | 2         | 0.45%    |
| Усього          | 444       | 100%     |

## Економіка
- ТОВ «Терса».

## Об'єкти соціальної сфери
- Середня загальноосвітня школа.
- Дитячий дошкільний навчальний заклад.
- Будинок культури — колишня німецька кірха
- Дільнична лікарня.

## Відома особа
- Падалко Людмила Іванівна (нар. 8 березня 1949) — видатний лікар-гінеколог, головний лікар Дніпропетровського обласного перинатального центру, Заслужений лікар України, кандидат медичних наук.